# Моханад Кассім
Mohanad Кассім Саррай (араб. مهند قاسم, нар 1980) — іракський футбольний арбітр. Арбітр ФІФА з 2010 року. Обслуговує матчі Ліги чемпіонів АФК.

## Кар'єра
Працював на азійському відбірковому турнірі на чемпіонат світу 2018 року.
Був одним з арбітрів Кубка Азії 2019 року.